# Andrej Zvjagintsev
Andrej Petrovitj Zvjagintsev (ryska: Андрей Петрович Звягинцев), född 6 februari 1964 i Novosibirsk, Ryska SFSR, är en rysk filmregissör, manusförfattare och tidigare skådespelare. Hans första långfilm Återkomsten (2003) vann Guldlejonet vid filmfestivalen i Venedig. Saknaden (2017) tilldelades Jurypriset vid filmfestivalen i Cannes.

## Filmografi i urval
- 2003 – Återkomsten (Возвращение, Vozvrasjtjenije; regi)
- 2007 – Förvisningen (Изгнание, Izgnanije; regi)
- 2011 – Elena (Елена, Jelena; manus och regi)
- 2014 – Leviatan (Левиафан, Leviafan; manus och regi)
- 2017 – Saknaden (Нелюбовь, Neljubov; manus och regi)